# Nixon Carcelén
Nixon Aníbal Carcelén Chalá (né le 27 septembre 1969 en Équateur) est un joueur de football international équatorien, qui évoluait au poste de milieu de terrain.

## Biographie

### Carrière en sélection
Avec l'équipe d'Équateur, il joue 40 matchs (pour un but inscrit) entre 1991 et 1999. 
Il figure notamment dans le groupe des sélectionnés lors des Copa América de 1991, de 1993 et de 1995.

## Palmarès
LDU Quito
- Championnat d'Équateur (3) :
  - Champion : 1998, 1999 et 2003.